# Năpradea
Năpradea is een Roemeense gemeente in het district Sălaj.
Năpradea telt 2934 inwoners.